# Marie Françoise de Brancas
Marie Françoise de Brancas, född 1650, död 1715, var en fransk hovfunktionär. Hon var hovdam (dame du palais) åt Frankrikes drottning Maria Theresia av Spanien 1668-1683.  
Som hovdam utnyttjade hon sin post till att sälja kontakter och ämbeten, och flera av dessa transaktioner är kända. Bland annat sålde hon eftertraktade inbjudningar till kungens privatslott Marly för sextusen.
Louis de Rouvroy, hertig av Saint-Simon beskrev henne till utseendet som en lång, fet, blek blondin, och till personligheten som en intrigerande furie och harpya. 